# Семильон Алушта
Семильо́н Алу́шта — марочное белое столовое сухое вино, производимое крымским винодельческим предприятием «Алушта», входящим в состав комбината «Массандра».

## Основные характеристики
Вино производится с 2001 года по технологии, внедрённой главным виноделом «Алушты» Ю. Ф. Макагоновым. Его изготавливают из винограда Семильон, достигшего содержания сахара 18—22 %. Данный сорт, привезённый в Крым в XVIII веке, произрастает в Алуштинской долине в окрестностях Чатыр-Дага.
Спирт — 10—13 %, сахар — 0,2—0,3 г/100 куб. см, титруемые кислоты — 5—7 г/куб. дм. Цвет — соломенный. Букет утончённый, характерный для винограда данного сорта. Вино выдерживают 1,5 года, при температуре 14 °С.

## Награды
На международном конкурсе «Ялта. Золотой Грифон-2003» вино удостоено серебряной медали. На профессиональном дегустационном конкурсе на 12-й Международной специализированной выставке «Alco+Soft 2007» вино получило I место среди тихих вин.